# Nisueta flavescens
Nisueta flavescens är en spindelart som beskrevs av Lodovico di Caporiacco 1941. Nisueta flavescens ingår i släktet Nisueta och familjen jättekrabbspindlar.
Artens utbredningsområde är Etiopien. Inga underarter finns listade i Catalogue of Life.